# Веуч (приток Кобожи)
Веуч — река в Вологодской области России, левый приток Кобожи.
Берёт исток в болотистой местности на территории Борисовского сельского поселения Чагодощенского района, течёт на юго-восток, пересекает Покровское сельское поселение и впадает в Кобожу в 41 км от её устья, на территории Мезженского сельского поселения Устюженского района. Длина реки составляет 34 км, площадь водосборного бассейна — 174 км². Населённых пунктов на берегах и крупных притоков нет.

## Данные водного реестра
По данным государственного водного реестра России относится к Верхневолжскому бассейновому округу, водохозяйственный участок реки — Молога от истока и до устья, речной подбассейн реки — Реки бассейна Рыбинского водохранилища. Речной бассейн реки — (Верхняя) Волга до Куйбышевского водохранилища (без бассейна Оки).
Код объекта в государственном водном реестре — 08010200112110000006580.